# Neumarkt in der Steiermark
Neumarkt in der Steiermark é um município da Áustria, situado no distrito de Murau, no estado da Estíria. Tem 163,55 km² de área e sua população em 2019 foi estimada em 4.907 habitantes.
A cidade foi fundada como parte da reforma municipal da Estíria, realizada no final de 2014, a partir da fusão dos antigos municípios independentes de Dürnstein in der Steiermark, Kulm am Zirbitz, Mariahof, Perchau am Sattel, Sankt Marein bei Neumarkt e Zeutschach.